# Philosophie, politique et économie

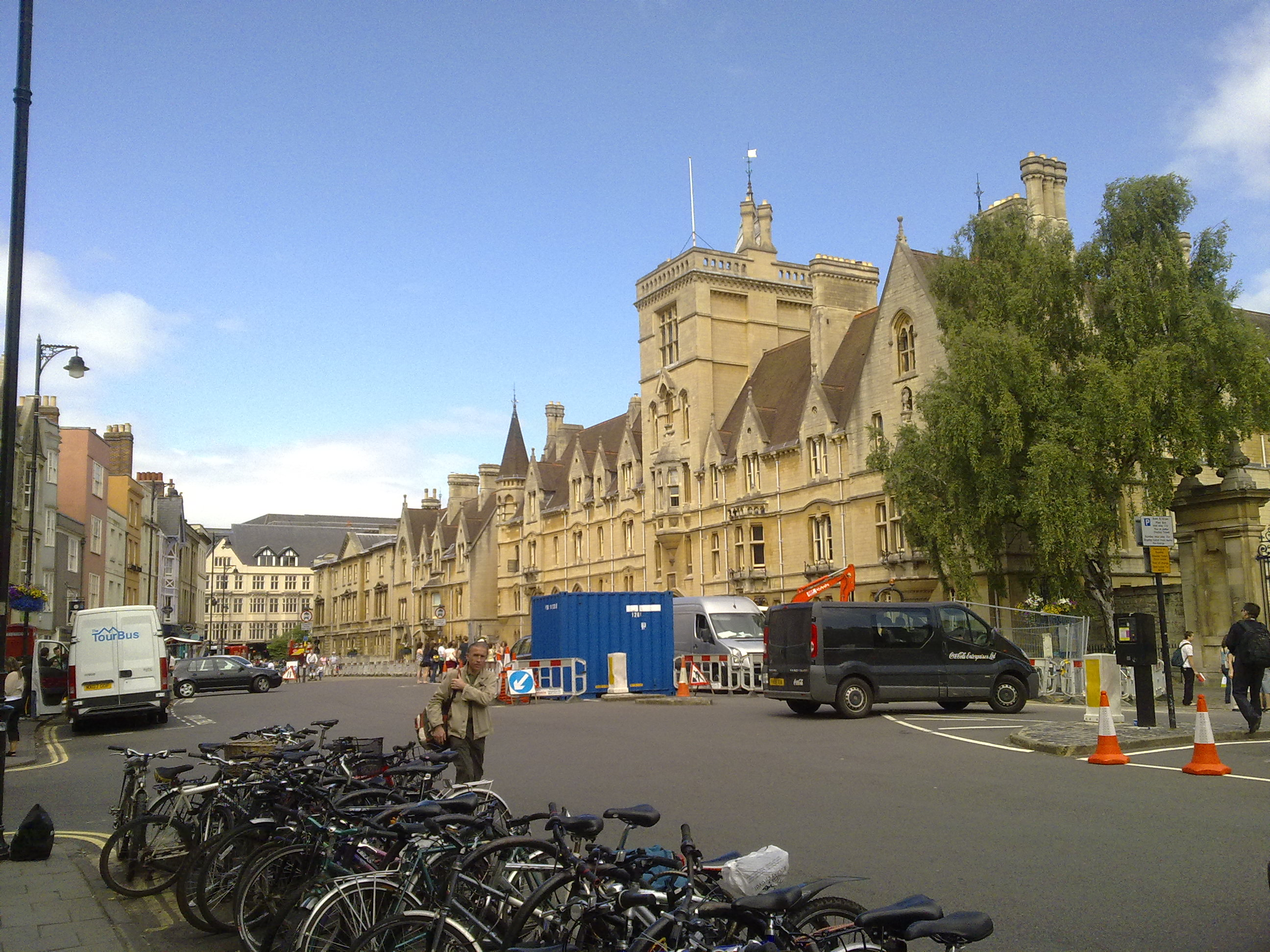
Les devant du Balliol College tel que vue par les passants.

Philosophy, Politics and Economics ou Politics, Philosophy, and Economics (abrégé souvent en PPE) est un cours interdisciplinaire de premier cycle d'université qui combine l'étude de ces trois disciplines. La première institution à offrir cet enseignement fut l'université d'Oxford. Il est maintenant enseigné dans plusieurs autres établissements supérieurs de langue anglaise dans le monde. La première institution francophone à l'organiser est l'UCLouvain, depuis 2019.

## Histoire
Le PPE a d'abord été enseigné à Balliol College, université d'Oxford dans les années 1920 comme une alternative moderne aux lettres classiques ou Literae Humaniores (à savoir l'étude des Grands). 
En effet, un cours sur la philosophie et sur l'histoire ancienne ne semblait plus adapté à ceux qui voulaient faire une carrière dans le public, soit comme homme politique, soit comme haut fonctionnaire. Ce programme fut d'abord intitulé les « Grands Modernes ». 
Certains enseignants ont émis l'hypothèse que l'introduction de ce cours a eu une influence profonde sur les autres disciplines étudiées à Oxford et au-delà. C'était la première fois que les étudiants pouvaient avoir accès aux auteurs anciens sans être obligés d'apprendre le grec ancien et le latin, ce qui accrut le nombre d'étudiants en philosophie à Oxford. Christopher Stray a souligné que ce cours est une des raisons du déclin graduel des études classiques. Dario Castiglione et Iain Hampsher-Monk ont montré que le cours a eu une influence fondamentale dans le développement de la pensée politique au Royaume-Uni, car auparavant la politique n'était enseignée que comme une branche de l'histoire moderne.

## Le cours
Ce programme a été conçu avec l'idée que pour comprendre les phénomènes sociaux, il était nécessaire de les appréhender à travers le prisme et le cadre analytique de plusieurs disciplines académiques. 
À cet égard, l'étude de la philosophie est considérée comme importante : à la fois parce qu'elle donne aux étudiants des méta-outils, tels que la capacité de raisonner de façon rigoureuse et logique, et qu'elle facilite la réflexion éthique. 
L'étude de la politique est considérée comme nécessaire, parce qu'elle permet aux étudiants de comprendre les structures qui gouvernent nos sociétés et qui aident à résoudre les problèmes collectifs. 
Finalement, l'étude de l'économie est très importante car dans le monde moderne, les décisions politiques concernent souvent l'économie et que les décisions des gouvernements sont souvent influencés par elle.

## Quelques universités offrant un programme Philosophie, politique et économie
- American University of Paris[5]
- Université Duke[6] (certificate)
- Open University[7]
- Queen's University Belfast[8]
- London School of Economics and Political Science (LSE)
- University of Exeter
- University of Manchester[9]
- University of North Carolina at Chapel Hill[10]
- University of Notre Dame[11] (minor)
- Université d'Otago
- University of Pennsylvania[12]
- Université de Warwick[13]
- Wesleyan University[14]
- Western Washington University[15]
- Wilfrid Laurier University[16]
- Universitat Pompeu Fabra [17]
- Sciences Po Lille[18]
- University College London (UCL)
- Université libre d'Amsterdam
- UCLouvain
- European School of Political and Social Sciences (ESPOL)

## Quelques personnes importantes ayant suivi un PPE à Oxford
- Aung San Suu Kyi
- Bill Clinton
- David Cameron, Premier Ministre du Royaume-Uni
- David Miliband, parti travailliste du Royaume-Uni
- Ed Miliband, chef de file du parti travailliste du Royaume-Uni
- Edward Heath, ancien premier ministre
- Guido Calabresi
- Harold Wilson, ancien premier ministre britannique
- Imran Khan, dirigeant politique pakistanais
- Isaiah Berlin, philosophe
- Charles Taylor, philosophe, homme politique canadien
- Michael Foot, ancien chef de file des travaillistes.
- Roy Jenkins, homme politique anglais
- Bryan Magee, philosophe, homme politique anglais
- Rupert Murdoch, magnat des médias
- Wesley Clark, ancien général américain